# Siccia altiguttata
Siccia altiguttata är en fjärilsart som beskrevs av George Francis Hampson 1909. Siccia altiguttata ingår i släktet Siccia och familjen björnspinnare. Inga underarter finns listade i Catalogue of Life.